# Неделко Баич Бая
Неделко Баич – Бая (на сръбски: Недељко Бајић Баjа или Nedeljko Bajić Baja) е сръбски фолкпевец.

## Биография и творчество
Роден е в град Шипово, днес в Босна и Херцеговина, тогавашна Югославия. Израства в бедно семейство, има двама братя и две сестри. В ранно детство губи баща си. През 1988 г. се мести в Сърбия, Нови Сад, където живее до 1999 г., а след това се премества в Белград.

## Дискография
- Vreme briše sve (1992)
- Eh Neno Neno (1994)
- Usijanje (1996)
- Ljubavnik (1997)
- Čežnja strast i mržnja (1998)
- Svetski čovek (1999)
- Došlo vreme (2002)
- Koktel ljubavi (2004)
- Zapisano u vremenu (2007)
- Album dragih uspomena (2010)
- Snovi od stakla (2014)